# 長岡春一

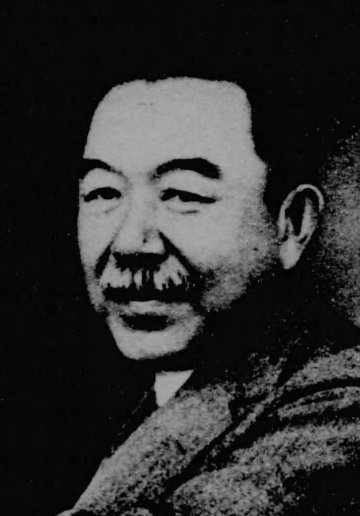
長岡春一

長岡、春一（ながおか、はるかず、1877年1月16日 - 1949年6月30日）は、日本の外交官。常設国際司法裁判所判事。法学博士。

## 略歴
1877年、大蔵省関税局検査官・長岡義之の長男として生まれる。
東京府立第一中学校、第一高等学校を経て、1900年、東京帝国大学法科大学仏法科を卒業。高等文官試験に合格し、外務省に入省（総務局取調課勤務）。
1902年、外交官補としてフランス在勤。パリ大学で研究。1906年、在フランス大使館第三秘書官。1908年、法学博士（論文「第十七・八世紀ニ於ケル日本ト欧州ノ交渉史」）。同年、大使館書記官としてオランダ・ロシア・ドイツ・ベルギーに在勤。1913年、外務省本省勤務
1914年、第一次世界大戦開戦に伴い、加藤高明（外相）より講和準備調査資料の収集・編纂を命じられる。1915年、講和準備委員会委員。1916年、外務省人事課長。1917年、大使館参事官としてフランス在勤。1919年、パリ講和会議全権随員。条約起草委員としてヴェルサイユ条約などを起草。1921年、駐チェコスロバキア公使（初代）。1923年、駐オランダ公使。1925年、外務省条約局長。1926年、駐ドイツ大使。1930年、待命。1932年、駐フランス大使。1933年、リットン報告書の採択の際に松岡洋右・佐藤尚武らと共に、国際連盟総会の議場から退場。同年、待命。1934年、第一回日蘭会商代表。1935年、安達峰一郎の死去により、常設国際司法裁判所判事に選出。1942年、常設国際司法裁判所判事退任。
1949年、死去。墓所は青山霊園。

## 栄典
- 1911年（明治44年）8月24日 - 勲四等瑞宝章[2]
- 1920年（大正9年）9月7日 - 勲二等旭日重光章[3]
- 1927年（昭和2年）9月6日 - 勲一等瑞宝章[4]
- 1940年（昭和15年）8月15日 - 紀元二千六百年祝典記念章[5]

## 家族
- 父の長岡義之は大蔵官僚、大阪税関長、会計検査院検査官、法学博士となった。
- 妻は陸軍大将・大島義昌の娘。

## 著書
- 『外交通義』（有斐閣、1901年）
- 『最近世界外交史』（清水書店、1909年）
- 『成文国際公法』（国際法学会、1909年）
- 『白耳義及白耳義人』（冨山房、1914年）
- 『倫敦海戦法規』（清水書店、1914年）
- 『大戦外交史』（外交時報社出版部、1916年）
- 『追懐録』正編（1932年）・続編（1933年）・続々編（1935年）、外務省外交史料館所蔵
  - 『日本外交文書、日本外交追懐録（1900～1935）』として刊行（外務省、1983年）